# Affaire Philippe Barbarin
Pour un article plus général, voir Abus sexuels sur mineurs dans l'Église catholique en France.
L'affaire Philippe Barbarin concerne le cardinal archevêque de Lyon Philippe Barbarin, qui, avant d'être innocenté en appel, avait été condamné en première instance en mars 2019 à six mois de prison avec sursis, pour ne pas avoir signalé à la justice les agissements pédocriminels du prêtre Bernard Preynat.
À l'issue du jugement correctionnel, il présente sa démission d’archevêque de Lyon, en mai 2019, au pape François qui la refuse. Il se met alors en retrait du diocèse. 
Philippe Barbarin interjette appel et comparaît à partir du 28 novembre 2019. Sa condamnation n'est pas confirmée par la cour d’appel de Lyon qui prononce donc sa relaxe le 30 janvier 2020, confirmée par la Cour de cassation, le 14 avril 2021. Le pape accepte finalement sa démission en mars 2020.

## Historique
Le 17 février 2016, le cardinal Barbarin est accusé de n'avoir pas signalé à la justice des faits de pédophilie, plus précisément des attouchements sexuels, commis par Bernard Preynat, l'un des prêtres du diocèse, à l'encontre de François Devaux, Bertrand Virieux et Pierre-Emmanuel Germain-Thill, à l'époque scouts au groupe scout Saint-Luc à Sainte-Foy-lès-Lyon. Les faits remontent à la période comprise entre 1986 et 1991, voire à la fin des années 1970 pour certains d'entre eux, donc sous l'épiscopat de Albert Decourtray, qui a écarté le prêtre six mois puis l'a réintégré en paroisse. Le successeur immédiat de ce dernier, Louis-Marie Billé, a également maintenu le prêtre en fonction tout en demandant conseil à un avocat.

### Débuts
Arrivé à la tête du diocèse en 2002, Philippe Barbarin affirme prendre connaissance de rumeurs en 2007. Toutefois, un ancien prêtre assure en avoir informé Philippe Barbarin en 2002. De même Isabelle de Gaulmyn, rédactrice en chef adjointe du quotidien La Croix, affirme avoir évoqué cette affaire avec le cardinal en 2005,.
Philippe Barbarin convoque Bernard Preynat, en 2007, qui reconnaît les faits mais assure ne pas les avoir réitérés depuis 1990. Philippe Barbarin lui impose une courte quarantaine puis lui délègue l'animation de trois paroisses jusqu'en 2015, le nomme à la tête de l'un des 18 doyennés du diocèse en 2011 et lui confie un jumelage avec le Liban. Il signale le cas au Saint-Siège en février 2015. En août suivant, la charge pastorale du prêtre est suspendue et ce dernier se retire au couvent des Petites Sœurs de Saint-Joseph, sous contrôle judiciaire. Selon la défense du prêtre, les faits étaient juridiquement prescrits en 2007. Mais en 2016, le juge d'instruction décide d'instruire les plaintes. Il se base sur une modification de la loi sur le délai de prescription, qu'il estime rétroactive. L'avocat du père Preynat fait appel de cette décision.

### Classement sans suite
L'enquête pour « non-dénonciation d'agressions sexuelles sur mineurs » et « non-assistance à personne en danger » visant le cardinal est classée sans suite par le procureur de la République de Lyon, le 1er août 2016. Le parquet de Lyon confirme à cette occasion que « les autorités diocésaines avaient eu connaissance de soupçons visant le père Preynat entre 2005 et 2010, mais que cette période était couverte par la prescription, qui est de trois ans en matière de non-dénonciation ». Pour la période postérieure à 2014, le parquet estime qu'il n'y a pas eu de volonté de la part du cardinal « d'entraver l'action de la justice en cachant la vérité ».
Le 8 juin 2016, le cardinal Barbarin est interrogé durant 10 heures par la police lyonnaise en tant que témoin, sans placement en garde à vue. Le 18 novembre 2016, pour clore l'année de la Miséricorde, en la primatiale Saint-Jean de Lyon, le cardinal se met à genoux : « Ce soir, je demande pardon devant Dieu et devant tout notre diocèse, de n’avoir pas pris les devants pour enquêter comme il aurait fallu dès qu’un premier témoignage m’était parvenu, pardon de ne pas avoir sanctionné immédiatement un prêtre pour ses actes anciens, très graves et clairement indignes de son ministère, pardon de mes erreurs de gouvernance qui ont occasionné un tel scandale. ». Mais pour François Devaux de La Parole libérée : « Sans doute qu’il doit avoir un sentiment de culpabilité très grand. Je l’aurais à sa place compte tenu du nombre de prêtres toujours en fonction en 2016 qui avait déjà fait l’objet d’accusation d’agression sexuelle sur mineur, ou pas. Pour beaucoup, on reste insensibles à ces paroles. Il y a un temps pour la sincérité et il y a un temps où c’est trop tard. Tout cela n’apparait que consécutivement à la pression qu’on met. Sans doute que pour lui ça se complique un peu et qu’il essaie de faire bonne figure et de faire son mea culpa ».

### Procès en première instance
Dix des victimes présumées du père Preynat n'acceptent pas le classement sans suite consécutif à l'enquête préliminaire diligentée par le parquet de Lyon, (cinq victimes d'agressions pour lesquelles les faits ne sont pas prescrits et cinq autres pour lesquelles ils le sont, sur au moins 70 victimes présumées). Elles se constituent en partie civile et saisissent les tribunaux par une citation directe qui concerne le cardinal Barbarin et six personnalités ecclésiastiques, dont deux évêques et un haut responsable du Vatican. Une première audience est fixée au 19 septembre 2017 devant le tribunal correctionnel de Lyon.
Ainsi en septembre 2017, sept membres de l’église sont cités à comparaître pour expliquer leurs silences à propos des agressions sexuelles sur mineurs de Bernard Preynat, dont Philippe Barbarin et le père Xavier Grillon.
Pendant une perquisition à l’archevêché de Lyon, une lettre du cardinal Luis Ladaria Ferrer, alors secrétaire de la Congrégation pour la doctrine de la foi, est trouvée. Celle-ci demande des « mesures disciplinaires adéquates tout en évitant le scandale public ». Considérant qu’il pouvait s’agir d’une complicité de non-dénonciation de crime, le cardinal Luis Ladaria Ferrer est cité à comparaître. Le Vatican refuse en s’appuyant sur son immunité de juridiction.
Le procès pour non-dénonciation d’agressions sexuelles sur mineurs a lieu du 7 au 10 janvier 2019, et donne la parole aux victimes,. À l'issue du réquisitoire, la procureure ne requiert aucune peine contre Philippe Barbarin.
Le 7 mars 2019, Philippe Barbarin est reconnu coupable de non-dénonciation d’abus sexuel et condamné à six mois de prison avec sursis, par le tribunal correctionnel de Lyon ; ses avocats annoncent son intention de relever appel.
Le même jour, au cours d’une conférence de presse, il déclare qu’il va se rendre à Rome pour remettre sa démission au pape François, au cours d'un rendez-vous sollicité quinze jours avant le 7 mars, sa décision de démission ayant été prise « quel que soit le verdict », selon son bras droit, Emmanuel Gobilliard. Le pape choisit de refuser sa démission, sur le motif de la présomption d'innocence, puisque le cardinal a interjeté appel de sa condamnation. Le cardinal Barbarin se met « en retrait » de la vie diocésaine. Ce refus de la part du pape entraîne en France quelques demandes de débaptisation,,,. Le 5 avril 2019 est mis en ligne un manifeste de soutien au cardinal Barbarin, initié par des diocésains qui ne se reconnaissent pas dans les propos des conseils diocésains et du Vicaire général qui assure la direction du diocèse.
Bernard Preynat est renvoyé de l’état clérical le 4 juillet 2019, et jugé en janvier 2020,.

### Procès en appel
Philippe Barbarin comparaît en appel à partir du 28 novembre 2019,,. À l’issue de cette audience, l’avocat général ne requiert aucune peine.
Les juges de la cour d’appel prononcent la relaxe du cardinal par un arrêt du 30 janvier 2020, précisant en particulier que la dénonciation de violences sexuelles sur un mineur n'est pas obligatoire si la victime est devenue majeure, car elle est en mesure de porter plainte elle-même, ce qui selon elle est le cas des victimes du père Preynat, toutes « personnes adultes, toutes insérées socialement, familialement et professionnellement ». La juridiction ajoute que le cardinal Barbarin n'a jamais eu l'intention d'entraver la justice. La cour d'appel s'appuie alors sur un mail envoyé par l'un des plaignants au cardinal le 9 novembre 2015 : « J’ai pu voir par la presse que vous aviez décidé de communiquer. J’avais reçu quelques jours auparavant un appel du commissariat de police de Lyon pour me prévenir que la procédure allait sortir dans la presse. De plus il m’a été dit que d’autres victimes auraient été trouvées et qui ne sont pas sous le coup de la prescription. Mes enfants et moi-même vous avaient prévenu de notre démarche judiciaire et je sais que vous étiez supporter de ma démarche (je vous en remercie) ». Les parties civiles annoncent former un pourvoi en cassation,.
Le pape François accepte la démission du cardinal Barbarin en mars 2020.
Le 16 mars 2020, Bernard Preynat est condamné à cinq ans de prison ferme pour des agressions sexuelles commises sur des jeunes scouts.

### Pourvoi en cassation
Après que huit des victimes ont formé un pourvoi en cassation concernant la relaxe de Philippe Barbarin, le parquet général, en février 2021, estime que cette relaxe est mal fondée, en droit, pour une partie des faits reprochés à l'évêque. L’avocat général près la Cour de cassation considère que le cardinal Barbarin ne devait pas décider de son propre chef si les faits étaient prescrits ou non. Par ailleurs, il devait signaler ces délits, y compris quand les victimes étaient majeures,.
Le pourvoi est examiné le 17 mars à Paris et la décision portant sur la responsabilité civile de Philippe Barbarin est rendue le 14 avril 2021 par la Cour de cassation qui rejette ce pourvoi des parties civiles contre l'arrêt de la cour d'appel de Lyon, ayant relaxé le cardinal Barbarin en janvier 2020. La Cour de cassation considère que la prescription n'est pas un motif de non-dénonciation et fonde son rejet sur le même motif ayant présidé à la relaxe du cardinal par la cour d'appel, à savoir la non-obligation de dénoncer, si la ou les victimes peuvent le faire elles-mêmes car devenues majeures et sans pathologie ou handicap les en empêchant.

## Conséquences et réactions

### Au sein de l’Église

#### Soutien du Pape François
Le pape François prend la défense de Philippe Barbarin, refusant l'idée d'une démission du cardinal, qui serait selon lui « un contresens, une imprudence », et déclarant au journal La Croix, le 17 mai 2016 : « D'après les éléments dont je dispose, je crois qu'à Lyon, le cardinal Barbarin a pris les mesures qui s'imposaient, qu'il a bien pris les choses en main […] C'est un courageux, un créatif, un missionnaire. Nous devons maintenant attendre la suite de la procédure devant la justice civile ».

#### Soutien de ses collaborateurs et manifeste de diocésains
Jean-Pierre Batut, évêque de Blois, ancien évêque auxiliaire de Lyon, Pierre-Yves Michel, évêque de Valence, ancien vicaire général de Lyon, et Pierre Durieux, ancien directeur de cabinet déclarent le 29 août 2018 : « Nous sommes témoins qu’il a fait adopter des mesures les plus répressives qui soient en matière de lutte contre la pédophilie, plus nettes et plus claires que celles adoptées au plan national et au plan international ».
Le 5 avril 2019, est mis en ligne un manifeste de soutien au cardinal Barbarin, initié par des diocésains qui ne se reconnaissent pas dans les propos tenus par le conseil presbytéral des prêtres et des laïcs, et par le vicaire général responsable du diocèse après le retrait du cardinal.

#### Critiques
Le 23 août 2018, le prêtre Pierre Vignon lance sur le site change.org une pétition demandant au cardinal Barbarin de présenter sa démission. En quelques jours, elle récolte plus de cent mille signatures. La démarche du prêtre déplaît fortement à sa hiérarchie, son évêque Pierre-Yves Michel déplorant un « manque de cohérence ». Le 1er novembre 2018, Pierre Vignon est sanctionné en n'étant pas reconduit dans ses fonctions de juge ecclésiastique à Lyon.
Bruno Millevoye, vicaire de Roanne, démissionne après le procès de Philippe Barbarin expliquant « c'est parce que je suis en désaccord avec le cardinal sur la conception qu'il a de sa responsabilité dans cette affaire ».

#### Apostasie
En 2019, à la suite de l'affaire Bernard Preynat et du refus de la démission de Philippe Barbarin par le pape François, les demandes de débaptisation augmentent en France ,,,.

#### Nouveau lien du diocèse de Lyon envers les victimes
Au quatrième jour de procès devant le tribunal correctionnel de Lyon, le porte-parole du diocèse de Lyon, Emmanuel Gobilliard, évêque auxiliaire du cardinal Barbarin depuis juin 2016, va à la rencontre de François Devaux, plaignant et cofondateur de l'association La Parole libérée. Il l'a remercié d'avoir fait évoluer l'institution religieuse : « Merci à Alexandre d'avoir été le premier à porter plainte. […] Cela m'a changé, je ne suis plus le même homme. Merci d'avoir secoué l'Église ». François Devaux lui répond : « Je sens la sincérité dans vos propos, je souhaite que ce soit le début de quelque chose. », puis l'embrasse à la fin de leur conversation, montrant l'état d'esprit de la majorité des plaignants depuis le début du procès. Le 6 avril 2019 est organisé, pour la première fois, un débat public sur le film Grâce à Dieu avec son réalisateur, le président de l'association La Parole libérée et le Vicaire général du diocèse.

### Monde politique
Philippe Barbarin déclare n'avoir « jamais couvert le moindre acte de pédophilie » et répond au Premier ministre qui lui demande le 13 mars 2016 de « prendre ses responsabilités » :

« Le Premier ministre me demande de prendre mes responsabilités et je lui promets que je les prends » tout en espérant que Manuel Valls, qui « connaît mieux que [lui] les lois de la République », « respecte [sa] présomption d'innocence,. »

Selon les hauts fonctionnaires Éric Verhaeghe et Roland Hureaux, l'« affaire Barbarin » est un règlement de comptes en provenance de l'Élysée et le cardinal a reçu l'« appui » de nombreuses personnalités,, dont Gérard Collomb, le maire socialiste de Lyon, qui estime qu'on lui fait un « faux procès ». Laurent Wauquiez, président de la Région Auvergne-Rhône-Alpes, prend également la défense du cardinal, ainsi que le recteur de la Grande Mosquée de Lyon, Kamel Kabtane.

### La Parole libérée
Pour l’association La Parole libérée, à l’origine des plaintes et partie civile : « Preynat a reconnu les faits, il ne s’est pas caché, alors que Barbarin n’a pas fait d’examen de conscience, il cherche toujours ce qu’on lui reproche, il fait l’anguille. Je pense que ce n’est pas très glorieux, pas à la hauteur de ce qu’on pourrait attendre de ces personnes-là ».

## L'affaire Barbarin en librairie, au cinéma et au théâtre
- Histoire d'un silence. Pédophilie à Lyon : Une catholique raconte est un essai, paru en 2016, d'Isabelle de Gaulmyn, rédactrice en chef du journal La Croix. La postface est de Bertrand Virieux, cofondateur de l'association La Parole libérée.
- Le livre Grâce à Dieu, c'est prescrit : L'affaire Barbarin, de la journaliste Marie-Christine Tabet est publié en 2017.
- Le film Grâce à Dieu, écrit et réalisé par François Ozon, sort le 20 février 2019, malgré deux référés qui ont réclamé son report[71].
- La pièce de théâtre Grâce à Dieu, mise en scène par François Marin, est jouée en 2021[72].

Ces titres ont pour origine la phrase suivante prononcée par le cardinal Barbarin, en mars 2016, lors d'une conférence de presse, à propos des accusations portées contre le père Preynat : « La majorité des faits, grâce à Dieu, sont prescrits, mais certains peut-être pas »,,, le cardinal remerciant immédiatement après, un journaliste qui l'interroge sur « la violence » de son propos, et jugeant « maladroite » la formulation de celui-ci. Il voulait dire que la majorité des faits reprochés au père Preynat étant prescrits, cela signifiait peut-être qu'heureusement aucun autre ne s’était produit depuis 1991. Cependant, l'un des prêtres de son diocèse, lui-même victime, dénonce le « manque d'écoute » dont il ferait preuve et estime que « seul l’agresseur se réjouit de la prescription ».
- Le 1er octobre 2020, Philippe Barbarin publie son témoignage dans En mon âme et conscience, un livre de 300 pages publié chez Plon[79] pour apporter « la vérité [qui] est nécessaire. Pour tous »[80], dont les droits d’auteur seront reversés aux victimes du père Preynat[81]. Selon une analyse parue dans Paris Match, ce livre, écrit à partir d'un entretien, a pour ambition « d'éclaircir ce brouillard suspect dans lequel le Cardinal Barbarin a été enfermé, sous les rafales verbales des réseaux sociaux », brouillard qui ferait de lui un coupable, alors qu'il été innocenté par la justice[82].

## Affaires collatérales
En parallèle à l'affaire Bernard Preynat d'autres dossiers d'abus sexuels allégués, au sein du diocèse de Lyon, sont médiatisés. Pour Isabelle de Gaulmyn certains d'entre eux sont révélateurs des pratiques des autorités ecclésiastiques.

### Affaire Guy Gérentet de Saluneaux (2001-2016)
Le père Guy Gérentet de Saluneaux est renvoyé de l’état clérical en septembre 2012 et condamné le 12 février 2016, à 81 ans, à deux ans de prison avec sursis pour agressions sexuelles sur 8 jeunes filles entre 1989 et 2000. L'archevêque de Lyon Louis-Marie Billé l'avait interdit de tout ministère public en 2001 ; son successeur Philippe Barbarin, contacté par une nouvelle victime vers 2003, avait renouvelé cette interdiction sans alerter la justice, mais conseillant à la victime majeure de le faire.

### Affaire Bruno Houpert
Le 17 mars 2016, Le Parisien met en lumière les faits commis par le père Bruno Houpert, curé de la paroisse Sainte-Blandine-du-Fleuve à Millery (diocèse de Lyon). Celui-ci, prêtre du diocèse de Rodez, avait été condamné en novembre 2007 par la cour d'appel de Montpellier à 18 mois avec sursis, assortis d’une mise à l’épreuve pour une durée de trois ans pour agressions sexuelles commises au préjudice d’hommes âgés de 19 à 34 ans (donc n'entrant pas dans le cadre de la pédophilie, d'une part, et n'exerçant pas dans le diocèse de Lyon, d'autre part). Le cardinal n'est pas mis en cause, l'accueil dans son diocèse du père Houpert étant le fait d'une réaffectation décidée en 2008 par le juge d’application des peines chargé du suivi de la mise à l’épreuve, qui avait expressément autorisé ce prêtre à poursuivre ses activités en paroisse,.

### Affaire Jean-Marc Desperon (1982-2019)
Jean-Marc Desperon est condamné à trois ans de prison pour avoir abusé sexuellement d’un enfant.

### Affaire Éric Pepino (2014-2015)
En 2014, le prêtre Éric Pepino échange, sur un site de rencontres homosexuelles Mâlemotion, avec un jeune homme qui affirme être bientôt majeur puis le reçoit chez lui une après-midi. Mais il s'avère que le garçon a menti et qu'il a moins de 15 ans. Éric Pepino est mis en examen pour « atteinte sexuelle sur mineur de 15 ans par un majeur mis en contact avec la victime par réseau de communications électroniques ». Toutefois une ordonnance de non-lieu est délivrée, le prêtre ne sera pas jugé. Mais dès l'annonce de sa mise en examen, le cardinal Barbarin le suspend de son ministère,.

### Affaire Philippe de Morand (2008-2016)
En 2008, le prêtre Philippe de Morand agresse sexuellement un jeune homme majeur. Celui-ci en informe le cardinal Barbarin mais le prêtre n'est pas inquiété. La victime porte alors plainte en justice. En 2010 le prêtre est condamné à 6 mois de prison avec sursis et il doit verser des dommages à la victime. Le prêtre est déplacé vers le diocèse de Nanterre dans la région parisienne dès 2008. La victime reproche au cardinal Barbarin la gestion du dossier et lui demande d'engager des poursuites canoniques à l'égard de son agresseur. En 2016, à la suite d'un article de Mediapart mettant en avant cette affaire, une enquête canonique est ordonnée à Lyon, concluant que Philippe de Morand peut rester prêtre mais en étant « encadré »,,.

### Mesures prises par le diocèse de Lyon en 2016
Le 30 juin 2016, l'archidiocèse de Lyon rend publique la décision du cardinal à la suite des avis donnés par un collège d'experts, de suspendre quatre prêtres de leur ministère et de mettre en place des mesures d'accompagnement pour six autres, les noms des personnes concernées n'étant pas rendus publics.

### Affaire Jérôme Billioud (2016)
Mi-février 2016, une plainte pour non-dénonciation d’agressions sexuelles est déposée par Pierre-Henry Brandet, le porte-parole depuis 2011, du ministère de l'Intérieur,. Au début des années 1990, celui-ci aurait subi à deux reprises des gestes déplacés de la part de l'abbé Jérôme Billioud, à l'âge de 17 puis de 19 ans, à Biarritz, à l’occasion de pèlerinages à Lourdes. En 2009, Pierre-Henry Brandet avait rencontré le cardinal, qui l'avait incité à déposer une plainte, classée sans suite par le parquet, les faits allégués étant prescrits. Dans le cadre de cette affaire, une perquisition est effectuée le 30 mars 2016 au matin, à l'évêché de Lyon. Le nom de l'accusateur de l'abbé Billioud n'est pas publié dans la presse française qui, unanimement, respecte son anonymat, le qualifiant de « témoin », mais ne respecte pas celui de l'accusé, contrairement à la déontologie journalistique,, ni la présomption d'innocence de celui-ci, accolant à son nom le terme de « pédophilie »,,, alors que, même si les faits étaient confirmés, il ne s'agirait pas de pédophilie, le plaignant ayant dépassé à l'époque la majorité sexuelle fixée à 15 ans en France. En décembre 2016, les accusations « anonymes » ne sont pas confirmées par la justice et le procureur de la République de Lyon classe sans suite la plainte de Pierre-Henry Brandet contre le cardinal,, en raison d'une « absence d'infraction susceptible d'être caractérisée » à l'encontre du prêtre,. La presse nationale n'en parle pas et le cardinal Barbarin ne commente pas cette innocence de l'abbé Billioud, alors qu'il l'avait pourtant relevé de son ministère, en juin 2016, en raison de ces allégations non validées par la justice,,. Il demande toutefois à l'abbé blanchi par les juges de rejoindre la paroisse de La Rédemption-Saint Joseph, dans le 6e arrondissement de Lyon, à compter du 1er septembre 2017, et lui confie de nouvelles missions pastorales,.

### Institut du Prado
Trois femmes, majeures aux moments des faits, accusent un prêtre de l'Institut du Prado d'agressions sexuelles. La date des faits allégués concerne les années 1980 et 1990 dans le diocèse de Lyon. Les supérieurs du prêtre, informés par une des victimes présumées, l'envoient en Guinée. Le cardinal Philippe Barbarin a connaissance des accusations en 2006, mais il n'informe pas la justice. En 2017, l'Institut du Prado retire au prêtre le droit d'exercer, l'enquête canonique est alors transmise à la justice.

### Louis Ribes
En 2017, le cardinal Philippe Barbarin échange avec une des victimes alléguée de Louis Ribes. L'affaire est révélée au public et fait l'objet d'un signalement au procureur de la République de Lyon en janvier 2022,.